# Guus Schilling
Gustav "Guus" Schilling (ur. 8 lutego 1876 w Amsterdamie  – zm. 16 stycznia 1951 tamże) – holenderski kolarz torowy, brązowy medalista torowych mistrzostw świata.

## Kariera
Największy sukces w karierze Guus Schilling osiągnął w 1901 roku, kiedy zdobył brązowy medal w sprincie indywidualnym zawodowców podczas mistrzostw świata w Kopenhadze. W zawodach tych wyprzedzili go jedynie Duńczyk Thorvald Ellegaard oraz Francuz Edmond Jacquelin. Był to jedyny medal wywalczony przez Schillinga na międzynarodowej imprezie tej rangi. Ponadto kilkakrotnie zdobywał medale torowych mistrzostw Holandii, w tym złote w sprincie zawodowców w latach 1901, 1907 i 1910. W 1903 roku zajął drugie miejsce w Grand Prix Paryża oraz trzecie w Grand Prix Kopenhagi. Nigdy nie wystąpił na igrzyskach olimpijskich.